# Kirkwall Airport
Kirkwall Airport är en flygplats i Storbritannien.   Den ligger i kommunen Orkneyöarna och riksdelen Skottland, i den norra delen av landet, 800 km norr om huvudstaden London. Kirkwall Airport ligger 15 meter över havet. Den ligger på ön Orkney Islands.
Terrängen runt Kirkwall Airport är platt. Havet är nära Kirkwall Airport norrut. Runt Kirkwall Airport är det glesbefolkat, med 15 invånare per kvadratkilometer. Närmaste större samhälle är Kirkwall, 4,3 km nordväst om Kirkwall Airport. 